# Emelie Lundberg
Emelie Lundberg (13 agosto 1991) è una calciatrice svedese, di ruolo portiere.

## Palmarès
- Campionato svedese di seconda divisione: 1

Eskilstuna United: 2013